# Zendvergunning (Nederland)
Voor het gebruik van de Nederlandse frequentieruimte is op grond van de Telecommunicatiewet een vergunning nodig van de minister van Economische zaken. De Rijksinspectie Digitale Infrastructuur (voorheen: Agentschap Telecom, daarvoor: Radio Contrôle Dienst) is belast met de uitgifte van deze vergunningen, doorgaans zendvergunning genoemd. De vergunningen zijn nodig voor toepassingen zoals radio- en televisieomroep via de ether, mobiele telecommunicatievergunningen, gesloten mobilofoonnetten en radiozendamateurs. Er bestaan ook toepassingen die vrijgesteld zijn van de vergunningplicht. Dit geldt voor toepassingen als "bakkies" in de 27 MHz band, LPD- en PMR-portofoons en radiografische besturingen.
Voor het uitzenden van radio- en televisieprogramma's is daarnaast ook de Mediawet van toepassing. Dit houdt in dat er toestemming nodig is van het Commissariaat voor de Media voor het uitzenden van commerciële programma's. Deze toestemming is ook vereist indien de programma's uitsluitend via een kabelnet worden uitgezonden. Voor publieke omroep bevat de Mediawet een aparte regeling. De gehele publieke omroep heeft een concessie voor tien jaar (van 2000 tot 2010). De publieke omroep bestaat uit de Nederlandse Omroep Stichting (NOS), de Nederlandse Programma Stichting (NPS) en de door de minister erkende omroepverenigingen. De erkenning van de omroepverenigingen geldt voor een periode van vijf jaar.

## Geschiedenis
De eerste zendvergunningen werden uitgegeven op basis van de Telegraaf- en Telefoonwet 1904 (T&T-wet). Aanvankelijk was het niet duidelijk in hoeverre deze wet van toepassing was op "niet voor het openbaar verkeer bestemde radiotelegrafen en -telefonen". De constructie die gekozen werd was om de vergunningplicht in te voeren op basis van een bepaling die de mogelijkheid bood om regels te stellen "ter voorkoming van storingen en belemmeringen bij het gebruik van telegrafen en telefonen". Dit gebeurde bij Koninklijk Besluit van 6 maart 1905. De wetswijziging van 1919 bracht de "niet voor het openbaar verkeer bestemde radiotelegrafen- en telefonen" ondubbelzinnig onder de werking van de T&T-wet. Op grond van deze wet werden in de jaren twintig experimentele vergunningen verstrekt aan onder andere de Nederlandsche Seintoestellen Fabriek (NSF) en een aantal andere zenders. De NSF verhuurde deze zendtijd aan een aantal omroepverenigingen die nu nog steeds bestaan. De noodzaak van regelgeving voor het nieuwe medium radio-omroep werd steeds duidelijker.

### Radioreglement
In 1928 werd de T&T-wet daarom gewijzigd. Deze wijziging liet bijna de gehele inhoudelijke regeling over aan een algemene maatregel van bestuur. Dit werd het Radioreglement 1930. De uitzendingen mochten slechts afkomstig zijn van door de minister van Waterstaat aan te wijzen omroeporganisaties. De zenderbeheerder verloor dus de bevoegdheid om te bepalen welke omroeporganisaties mochten uitzenden. In mei 1930 verdeelde de minister van Waterstaat de zendtijd over de vier grote omroepen (AVRO, KRO, NCRV en VARA ieder 20%) en een aantal kleinere omroepen (5%, waaronder de VPRO). De resterende zendtijd (15%) was voor een gezamenlijk programma.
In 1935 werd het beheer van de zenders en het uitzenden van programma's losgekoppeld. De zenders werden voortaan beheerd door de Nederlandsche Omroep-Zender Maatschappij (Nozema) op grond van de Radio-omroepzenderwet 1935. Nozema had op grond van deze wet geen vergunning nodig om zenders aan te leggen. De staat neemt voor 60% deel in Nozema en de vier grote omroepen voor ieder 10%.
In 1969 trad de Omroepwet in werking. Na zo'n 40 jaar had de omroep eindelijk zijn eigen wettelijke regeling en steunde zij niet langer op de T&T-wet. Voor de overige toepassingen van de ether bleef de T&T-wet met het Radioreglement 1930 gelden. De radiowetgeving van de T&T-wet (die in hoofdzaak nog steeds uit 1928 dateerde) werd in 1985 geheel herzien. Het Radioreglement 1930 werd vervangen door het Besluit Radio-elektrische inrichtingen. In verband met de verzelfstandiging van de PTT werd de T&T-wet in 1989 vervangen door de Wet op de Telecommunicatievoorzieningen (WTV). Het reeds bestaande vergunningenstelsel veranderde niet ingrijpend. De wijziging van de WTV van 1994 voerde een apart vergunningenstelsel in voor onder andere GSM. Libertel (nu Vodafone) verkreeg naast KPN een vergunning. De wijziging van 1997 maakte de veiling mogelijk voor het DCS-1800 systeem. De vergunningen gingen naar Telfort, Ben (nu T-mobile) en Dutchtone (nu Orange).
De Omroepwet werd in 1987 vervangen door de Mediawet. Aan deze wijziging ging zo'n 15 jaar discussie vooraf. De belangrijkste geschilpunten waren de doorgifte van buitenlandse (commerciële) programma's via de kabel en het wel of niet toelaten van commerciële omroep. De eerste regeling met betrekking tot. kabelomroep was de Kerstbeschikking uit 1971. Het uitzenden van programma's via een kabelnetwerk was alleen toegestaan in het kader van een door de minister van CRM goedgekeurd experiment voor lokale omroep. In 1983 werd ook de doorgifte van buitenlandse satellietzenders toegestaan mits deze geen op Nederland gerichte programma's bevatten. De Kerstbeschikking werd in 1984 vervangen door de Kabelregeling. Vanaf nu werden ook abonneetelevisie en kabelkranten toegestaan. De Mediawet kwam met een nieuw wettelijk kader voor deze nieuwe media.
Intussen werd duidelijk dat het verbod op de doorgifte van buitenlandse op Nederland gerichte programma's steeds onhoudbaarder werd. In april 1988 werd dit bevestigd door het Europees Hof van Justitie. Radiozenders als Radio 10 en Cable One maakten van die mogelijkheid gebruik. Voor televisie gebeurde hetzelfde. Radio Tele Veronique (het huidige RTL 4) kwam op de kabel. Een soortgelijk initiatief van Joop van den Ende (TV10) werd niet toegelaten, omdat dit toch te veel een Nederlands initiatief was. Er zat voor de regering niets anders op dan het toestaan van commerciële omroep "via de voordeur". Dit gebeurde in 1992. De ether zou echter voorbehouden blijven aan de publieke omroepen.
De Amsterdamse juristen Wouter Hins en Bernt Hugenholtz zorgden er voor dat de ether ook openging voor commerciële (radio-)omroepen. Zij voerden een aantal proefprocessen waarin onder andere vastgesteld werd dat Nozema geen monopolie bezit met betrekking tot de exploitatie van zenders voor commerciële omroep. Na een eerste voorlopige verdeling in 1992 volgde in 1994 een verdeling voor langere tijd. Het betrof echter slechts een verdeling van zogenaamde restfrequenties (frequenties die niet door de publieke omroepen werden gebruikt). Om ook commerciële omroepen een volwaardige plaats in de ether te geven was een nieuwe indeling van de FM-band nodig. De regering gaf het Fysisch en Elektronisch Laboratorium van TNO opdracht om een geheel nieuwe indeling te maken. Dit is het zogenaamde zero-base onderzoek. Intussen werden in 1997 de Mediawet en de WTV gewijzigd in het kader van de liberalisering van de mediawetgeving. Een belangrijke wijziging was dat frequenties voor commerciële omroep voortaan geveild konden worden. Omdat het zero-base onderzoek nog niet afgerond was besloot de regering om de betreffende bepalingen nog niet in werking te laten treden. Er kwam een, wederom voorlopige, verdeling tot stand op basis van een plan dat de commerciële omroepen zelf opgesteld hadden. In mei 2000 werd het zero-base onderzoek afgerond. De veiling ging echter door politieke onenigheid niet door. Pas op 1 september 2003 ging een nieuwe verdeling in. Deze verdeling gebeurde op basis van een combinatie van een vergelijkende toets en een veiling.
In 1998 werd de WTV vervangen door de Telecommunicatiewet. Dit was nodig omdat de bestaande wet geen goed kader meer bood om Europese richtlijnen te implementeren. Voor het frequentiebeleid veranderde er ook het een en ander. Zo werden vergunningen voortaan verstrekt voor het gebruik van frequentieruimte en niet langer meer voor het aanwezig hebben of gebruiken van zenders. De consequentie hiervan was dat het aanwezig hebben van zenders zonder vergunning niet langer strafbaar meer was. Verder verviel de bijzondere positie van Nozema. De frequenties voor de landelijke publieke omroep werden toegewezen aan de NOS. De frequenties van de regionale publieke omroepen werden toegewezen aan de betreffende omroepen zelf.